# Жан Лоде
Жан Лоде (фр. Jean Maurice Laudet; Невер (5. август 1930) је француски кануист који се такмичио за решрезентацију Француске почетком 1940-их  година прошлог века. 
На Летњим олимпијским играма 1952. у Хелсинкију такмичио је у дисциплини кануја двиоклека Ц-2 10.000 метара и освојио златну олимпијску медаљу.Веслао је у пару са земљаком Жоржом Тирлијеом.